# Ouzouer-le-Marché
Ouzouer-le-Marché település Franciaországban, Loir-et-Cher megyében. Lakosainak száma 2052 fő (2018. január 1.). Ouzouer-le-Marché Prénouvellon, Charsonville, Baccon, Villermain, Saint-Laurent-des-Bois, Binas és Tripleville községekkel határos.

## Népesség
A település népességének változása:
| Lakosok száma | 1415 | 1365 | 1371 | 1434 | 1576 | 1800 | 1989 | 3544 | 2040 | 2052 |
|               | 1962 | 1968 | 1975 | 1990 | 1999 | 2008 | 2013 | 2016 | 2017 | 2018 |